# Elecciones presidenciales de Ecuador de 1851
Elección indirecta del Presidente Constitucional del Ecuador en la Asamblea Constituyente de 1850 - 1851 para un período de 4 años, promulgándose la Segunda Constitución Marcista.

## Antecedentes
El Congreso decidió entregar al vicepresidente Manuel de Ascázubi el encargo del poder ejecutivo después de la fallida elección presidencial de 1849. Sin embargo, una Asamblea popular convocada en Guayaquil por el general José María Urbina (qué ejercía de facto la Jefatura Civil y Militar de Guayaquil) elige a Diego Noboa como Jefe Supremo de la República el 2 de marzo de 1850. El 10 de junio de 1850 Quito lo reconoce como Jefe Supremo al renunciar al poder Ascázubi. 
Las provincias de Azuay, Loja y Manabí proclamaron la Jefatura Suprema del general Antonio Elizalde. Un convenio entre los dos gobiernos rivales (de facto) produjeron el acuerdo de convocar una nueva asamblea constituyente en Quito.
La asamblea constituyente eligió el 8 de diciembre de 1850 a Diego Noboa presidente interino por 23 votos contra 2 de Antonio Elizalde. Sin embargo el general Elizalde con sus partidarios en el ejército ecuatoriano provocaron varios enfrentamientos en las provincias de Chimborazo y Cotopaxi siendo derrotados sus partidarios a principio del año 1851. Finalmente la asamblea constituyente promulgó la Quinta Constitución del Ecuador. Sancionada la Constitución, Diego Noboa fue elegido Presidente Constitucional de la República el 26 de febrero de 1851.

## Candidatos y Resultados
| Partido         | Presidente             | Cargos Previos                            | Votos               | Votos                 |
| Partido         | Presidente             | Cargos Previos                            | 08/12/1850 Interino | 26/02/1851 Definitivo |
| --------------- | ---------------------- | ----------------------------------------- | ------------------- | --------------------- |
| Conservador     | Diego Noboa y Arteta   | Jefe Supremo de la República (1850)       | 22                  | 23                    |
| Liberal         | Antonio Elizalde Lamar | Presidente de la Cámara del Senado (1847) | 2                   | 6                     |
| Votos en Blanco | Votos en Blanco        | Votos en Blanco                           | 5                   | 0                     |

Fuente: